# صابر خدامرادی
ماموستا صابر خدامرادی یکی از روحانیون اهل سنت کُرد در استان کردستان است. او به‌عنوان امام جماعت مسجد شهرک قوخ در شهرستان سقز فعالیت دارد و به‌خاطر سخنرانی‌ها و مواضع اجتماعی و سیاسی‌اش، بارها از سوی دادگاه ویژه روحانیت احضار شده‌است.

## فعالیت‌های مذهبی و اجتماعی
ماموستا خدامرادی در خطبه‌های نماز جمعه و سخنرانی‌های عمومی خود به مسائل اجتماعی، حقوق شهروندی و مشکلات مردم پرداخته‌است. او از خیزش مردمی با شعار «زن، زندگی، آزادی» حمایت کرده و به دلیل این فعالیت‌ها با احکام قضایی مواجه شده‌است.

## احکام قضایی
- در اردیبهشت ۱۴۰۲، دادگاه ویژه روحانیت همدان، وی را به ۷ ماه حبس تعزیری و ۷۲ ضربه شلاق محکوم کرد.[۱][۲][۳][۴]
- در شهریور ۱۴۰۳، بار دیگر از سوی همان دادگاه به ۱۵ ماه حبس تعزیری به اتهام «تبلیغ علیه نظام» محکوم شد.[۵][۶][۷]

## واکنش‌ها
نهادهای حقوق بشری از جمله هه‌نگاو و شبکه حقوق بشر کردستان، این احکام را محکوم کرده و آن را نقض آزادی بیان و مذهب در ایران دانسته‌اند.

## تالیفات
وتار (وتاری هه‌ینی حاجی ماموستا مه‌لاسابیری خودامرادی)